# Georg Pertz (Schriftsteller)
Georg Wilhelm Pertz (* 18. Mai 1830 in Hannover; † 11. Oktober 1870 in Endenich bei Bonn) war ein deutscher Dichter, Schriftsteller, Übersetzer und Jurist.

## Leben
Georg Wilhelm Pertz wurde im  Königreich Hannover als einer der Söhne des Bibliothekars und Herausgebers der Monumenta Germaniae Historica (MGH) Georg Heinrich Pertz und dessen Frau Julia Philippa Pertz, Tochter des englischen Astronomen John Garnett, geboren. Zu seinen Geschwistern zählten der Philologe und Lehrer Karl August Pertz, der Privatdozent und Universitätsbibliothekar Karl August Friedrich Pertz sowie der beim Eisenbahnbau in England tödlich verunglückte Ingenieuroffizier Hermann Pertz (1833–1880). Georgs Taufpate war Barthold Georg Niebuhr.
Im Jahr 1842  übersiedelte Georg Pertz mit seinem Vater nach Berlin, absolvierte dort das Gymnasium und studierte anschließend von 1851 bis 1855 an den Universitäten in Bonn und Göttingen die Rechtswissenschaften.
1855 bis 1863 wirkte Pertz als Auscultator in Naumburg an der Saale. 1859 brachte die von Robert Prutz in Leipzig herausgegebenen Zeitschrift Deutsches Museum unter dem Titel „Der Schiffbruch“ Pertz' Übertragung des Gedichts „The Wreck“ von Felicia Hemans und ließ dem 1859, 1861 und 1862 noch weitere Übersetzungen aus dem Englischen folgen.
1859  gab Albert Traeger zum 100sten Geburtstag von Robert Burns ausgewählte, von Pertz übersetzte Gedichte heraus mit einer von Traeger verfassten Biographie. Dabei präsentierte Pertz die 69 Stücke in drei Gruppen unter den Titeln „Liebe und Heimath“, „Weibliche Stimmen“ und „Launiges“, was gut ein Jahrhundert später auch auf Kritik stieß, ähnlich wie das mitgelieferte Porträt des Geehrten als „Bild eines parfümierten, süssen Mutterbübchens“.
Zu Pertz' eigenen Dichtungen zählte beispielsweise die in der Sammlung Fremdes und Eigenes 1862 in Heidelberg und Leipzig in der C. F. Winterschen Verlagsbuchhandlung erschienene Elegie an meine Kaffeemaschine.
Anschließend kehrte Pertz zur Vorbereitung auf das zweite juristische Examen nach Berlin zurück. Im Oktober 1864 reiste er über Naumburg zur Prüfung nach Trier. Dort verschwand er jedoch und galt 8 Tage lang als verschollen, bis er schließlich „in geisteskrankem Zuſtande bei ſeinem jüngsten Bruder in Koblenz auftrat.“ Er wurde nun in die „Richarz’sche Heilanstalt“ des Psychiaters Franz Richarz in Endenich bei Bonn eingewiesen, und erlag dort am 11. Oktober 1870 einem Schlaganfall.

## Schriften (Auswahl)
Neben der Herausgabe eigener Gedichte tat sich Georg Pertz insbesondere „durch eine gute Übersetzung von Burns' Gedichten ins Deutsche“ hervor,
darunter:
- Lieder. Mit einer biographischen Skizze von Albert Traeger und dem Portrait von Burns. Festgabe zum 25. Januar 1859, dem 100-jährigen Geburtstage von Robert Burns, Leipzig: C. F. Wintersche Verlagshandlung, Druck bei E. Volz, 1859; Digitalisat über Google-Bücher
  - Neudruck Gale, Nineteenth Century Collections Online, Print Edition, 2017, ISBN 978-1-375-25111-2
- Robert Burns Lieder, 1860[4]
- Verwandte Klänge. Eine Auswahl englischer und amerikanischer Gedichte, übertragen von G. Pertz, 221 z. T. illustrierte Seiten mit dem Portrait von Felicia Hemans, Leipzig und Heidelberg: C. F. Winter’sche Verlagsbuchhandlung, 1860; Vorschau über Google-Bücher
- Fremdes und Eigenes. Mit dem Portrait von H. W. Longfellow, Gedichte, Leipzig (Druck) und Heidelberg, 1862; Vorschau über Google-Bücher